# Monacillo
Ne doit pas être confondu avec Monacillo Urbano.
Monacillo est l’un des dix-huit quartiers (en espagnol : barrios) de San Juan, la capitale de Porto Rico. En 2020, il comptait 10 411 habitants.